# Episodi di Lost Girl (terza stagione)
La terza stagione della serie televisiva Lost Girl è stata trasmessa sul canale canadese Showcase dal 6 gennaio al 14 aprile 2013.
In Italia è ancora inedita.
| nº | Titolo originale            | Titolo italiano | Prima TV Canada  | Prima TV Italia |
| -- | --------------------------- | --------------- | ---------------- | --------------- |
| 1  | Caged Fae                   |                 | 6 gennaio 2013   |                 |
| 2  | SubterrFaenean              |                 | 13 gennaio 2013  |                 |
| 3  | Confaegion                  |                 | 20 gennaio 2013  |                 |
| 4  | Fae-de to Black             |                 | 27 gennaio 2013  |                 |
| 5  | Faes Wide Shut              |                 | 10 febbraio 2013 |                 |
| 6  | The Kenzi Scale             |                 | 17 febbraio 2013 |                 |
| 7  | There's Bo Place Like Home  |                 | 3 marzo 2013     |                 |
| 8  | Fae-ge Against The Machine  |                 | 10 marzo 2013    |                 |
| 9  | The Ceremony                |                 | 17 marzo 2013    |                 |
| 10 | Delinquents                 |                 | 24 marzo 2013    |                 |
| 11 | Adventures In Fae-bysitting |                 | 31 marzo 2013    |                 |
| 12 | Hail, Hale                  |                 | 7 aprile 2013    |                 |
| 13 | Those Who Wander            |                 | 14 aprile 2013   |                 |